# Teatro Colón (Buenos Aires)

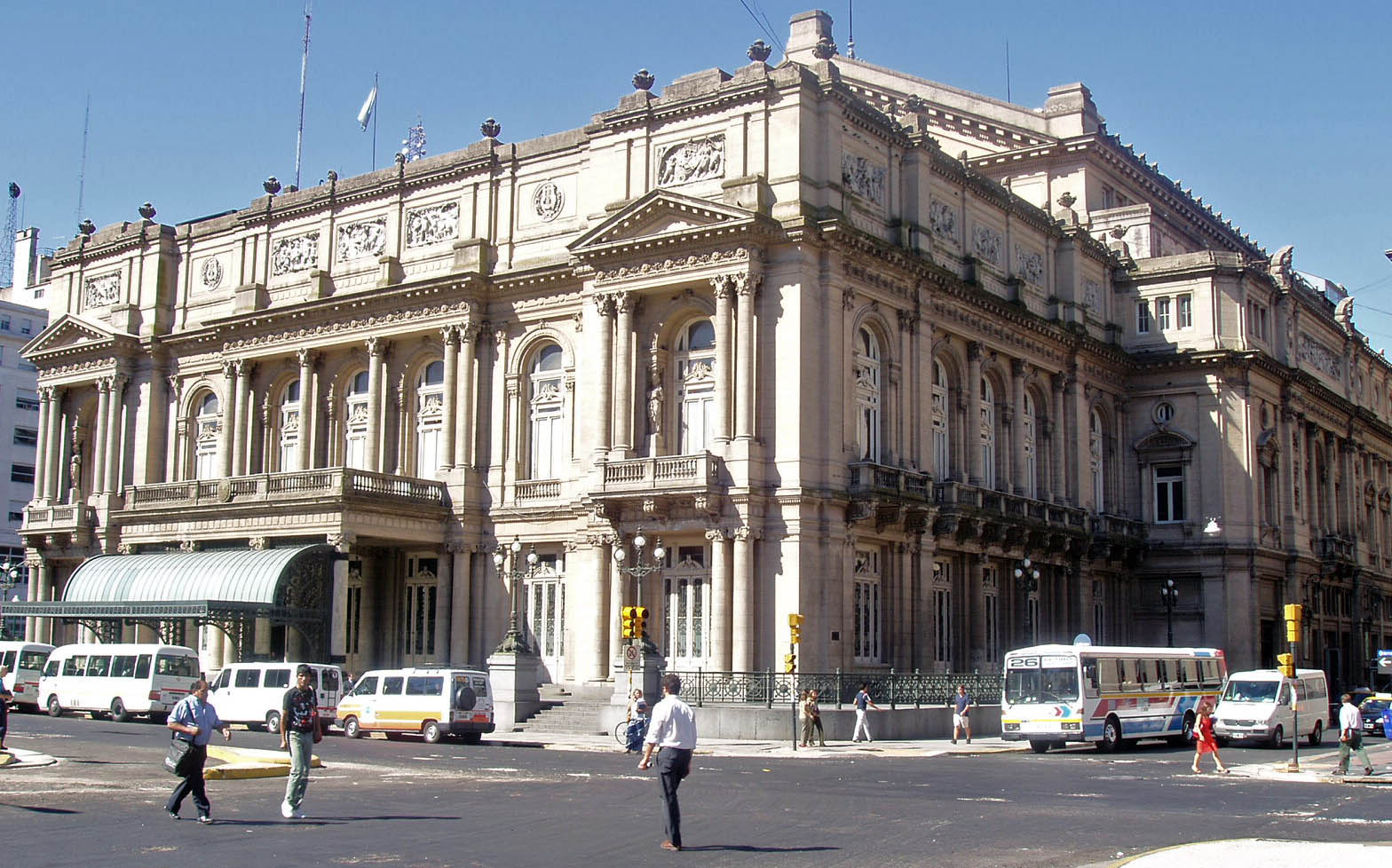
Het Teatro Colón in Buenos Aires

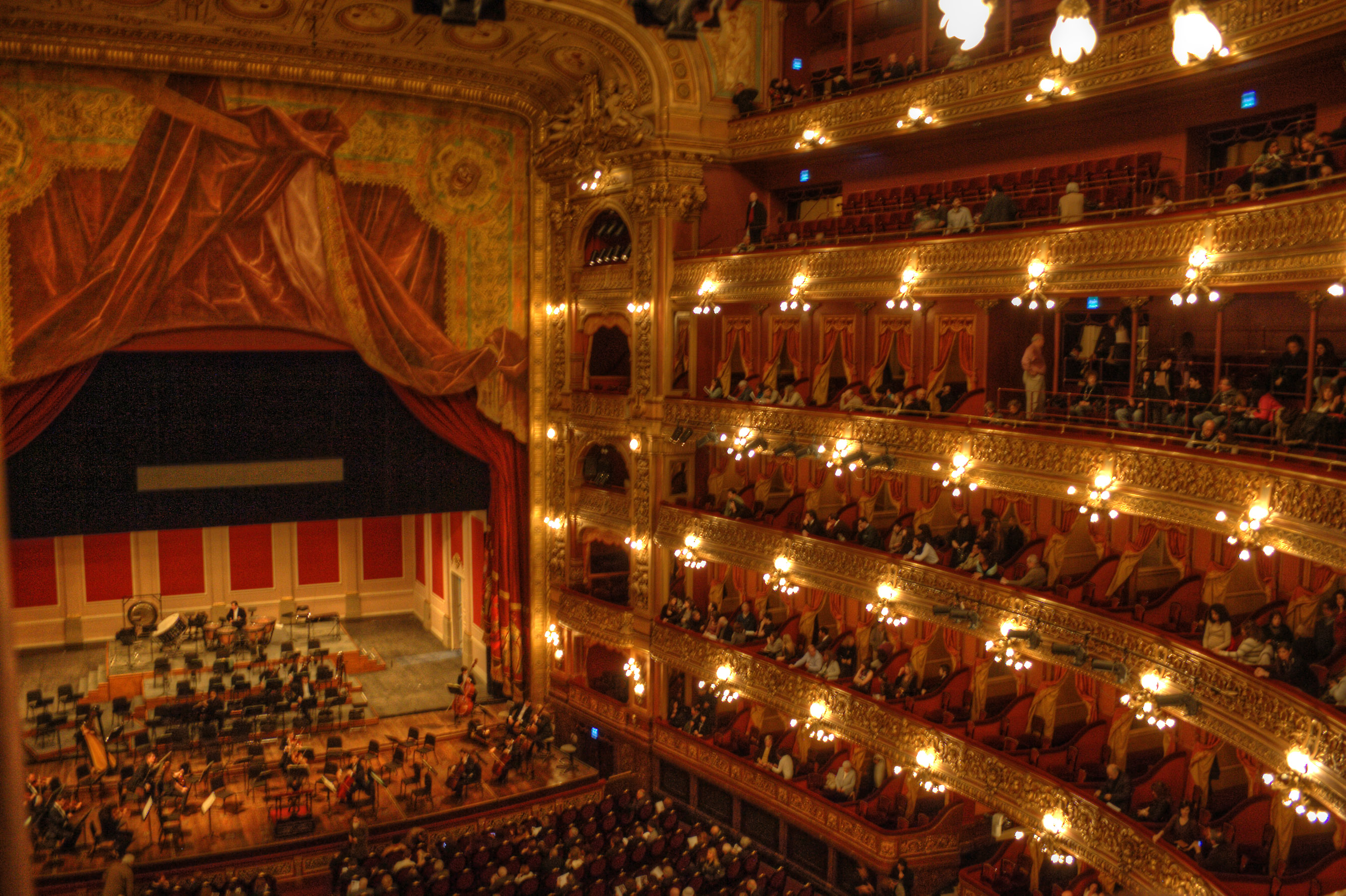
De zaal

Het Teatro Colón is een concertzaal in Buenos Aires, de hoofdstad van Argentinië. Het theater heeft 2500 zitplaatsen en 1000 staanplaatsen. De akoestiek van het theater wordt als een van de beste ter wereld beschouwd.

## Geschiedenis
Het oorspronkelijke Teatro Colón werd in 1857 aan de Plaza de Mayo gebouwd met een capaciteit van 2500 toeschouwers. Op deze plek staat nu het hoofdkantoor van de Banco de la Nación Argentina. De huidige zaal, gelegen tussen de Plaza Lavalle en Avenida 9 de Julio, werd tussen 1889 en 1908 gebouwd en op 25 mei 1908 geopend met een uitvoering van Giuseppe Verdi's Aida.